# Новостройка (Яйський округ)
Новостро́йка (рос. Новостройка) — селище у складі Яйського округу Кемеровської області, Росія.

## Населення
Населення — 175 осіб (2010; 203 у 2002).
Національний склад (станом на 2002 рік):
- росіяни — 91 %